# Flussgebietseinheit Eider

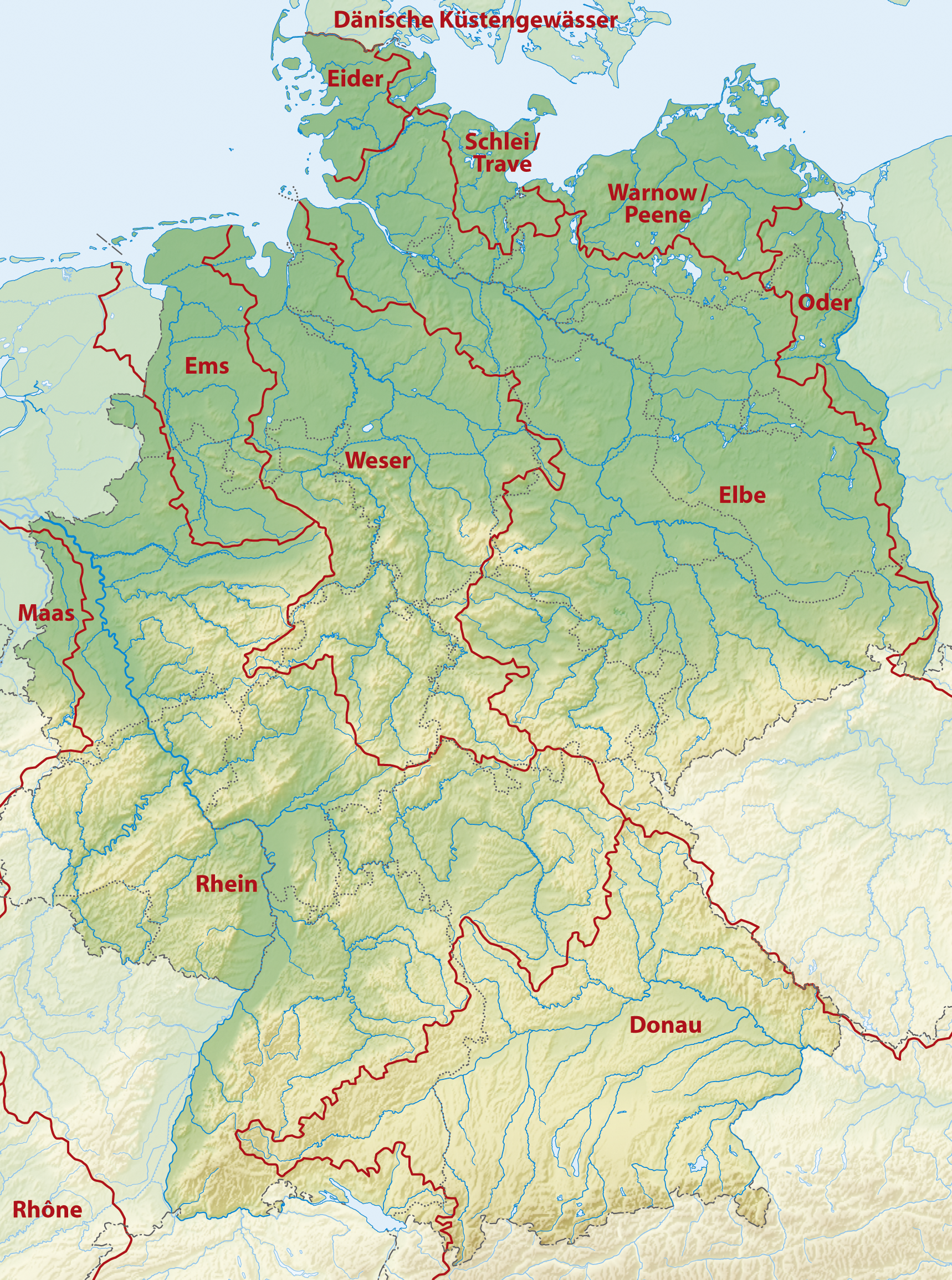
Flussgebietseinheiten in Deutschland

Basislinie

Die Flussgebietseinheit Eider (FGE Eider) fasst im Rahmen der Umsetzung der EU-Wasserrahmenrichtlinie die Oberflächenwasserkörper und Küstengewässer im westlichen Teil Schleswig-Holsteins zu einer Flussgebietseinheit zusammen.

## Beschreibung der Flussgebietseinheit Eider
Die Flussgebietseinheit Eider umfasst den westlichen Teil Schleswig-Holsteins. Neben der Eider sind der Flussgebietseinheit weitere Fließgewässer zugeordnet, die alle in die Nordsee entwässern.
Außerdem umfasst die FGE Eider die Küstengewässer der Nordsee von der Grenze zum Küstengewässer der Wiedau (dänisch: Vidå) bis zum südlich angrenzenden Küstengewässer der FGE Elbe. Seewärtig reicht das Küstengewässer bis eine Seemeile seewärts der Basislinie, d. h., es gehören auch die Nordfriesischen Inseln und Halligen zur FGE, und damit der Teil des Nationalpark Schleswig-Holsteinisches Wattenmeer, der nicht zur FGE Elbe gehört.
Im Norden befindet sich das grenzüberschreitende Gewässereinzugsgebiet der Wiedau, im Osten die Flussgebietseinheit Schlei/Trave und im Süden die Flussgebietseinheit Elbe.
Aktuell zuständige Behörde ist das Ministerium für Energiewende, Landwirtschaft, Umwelt, Natur und Digitalisierung des Landes Schleswig-Holstein.

## Wichtigste Gewässer
In der Karte in der Anlage eines Berichts des Bundesministeriums für Umwelt sind als wichtigste Gewässer hervorgehoben:
- Rantumbecken
- Alter Sielzug
- Bongsieler Kanal
- Lüttmoorsee
- Lagune Beltringharder Koog
- Holmer See
- Arlau
- Husumer Mühlenau
- Bistensee
- Treene
- Eider
- Kronenloch
- Miele

## Wasser- und Bodenverbände (Auswahl)
Deich- und Hauptsielverbände im Bereich der FGE Eider:
- Südwesthörn-Bongsiel
- Deich- und Hauptsielverband Sönke-Nissen-Koog-Schleuse
- Deich- und Hauptsielverband Arlau
- Eiderstedt
- Dithmarschen

## Siehe weiter
- Liste der Gewässer in Schleswig-Holstein
- Eider-Treene-Sorge-Niederung